# Вылчовци (кметство Майско)
Вылчовци (болг. Вълчовци) — село в Болгарии. Находится в Великотырновской области, входит в общину Елена.

## Политическая ситуация
В местном кметстве Майско, в состав которого входит Вылчовци, должность кмета (старосты) исполняет Зоя Андонова Ангелова (Болгарская социалистическая партия (БСП)) по результатам выборов.
Кмет (мэр) общины Елена — Сашо Петков Топалов (Болгарская социалистическая партия (БСП)) по результатам выборов.